# Paranerita suffusa
Paranerita suffusa là một loài bướm đêm thuộc phân họ Arctiinae, họ Erebidae.